# 1817.
◄ | 18. stoljeće | 19. stoljeće | 20. stoljeće | ►
◄ | 1780-ih | 1790-ih | 1800-ih | 1810-ih | 1820-ih | 1830-ih | 1840-ih | ►
◄◄ | ◄ | 1814. | 1815. | 1816. | 1817. | 1818. | 1819. | 1820. | ► | ►►
Arhitektura • Astronomija • Biologija • Glazba • Kazalište • Kemija • Kiparstvo • Knjige • Književnost • Kršćanstvo • Meteorologija • Medicina • Politika • Pravo • Promet • Slikarstvo • Šport • Znanost

## Rođenja
- 12. siječnja – Dragojlo Kušlan, hrvatski odvjetnik i političar († 1867.)
- 22. ožujka – Braxton Bragg, američki vojskovođa († 1876.)
- 13. travnja – Nunzio Sulprizio, talijanski svetac († 1836.)
- 14. rujna – Theodor Storm, njemački književnik († 1888.)
- 6. studenoga – Gustav Karl Wilhelm Hermann Karsten, njemački botaničar i geolog († 1908.)
- 30. studenoga – Theodor Mommsen, njemački povjesničar i političar, Nobelova nagrada za književnost 1902.

## Smrti
- 12. veljače – Jive Žigmund Karner, hrvatski redovnik, pisac i prevoditelj u Gradišću (* 1756.)
- 15. listopada – Tadeuš Košćuško, poljsko-litavski vojskovođa (* 1746.)

## Vanjske poveznice
|  | Zajednički poslužitelj ima još gradiva o temi 1817. |